# Александрович Олександр Ярославович
Олександр Ярославович Александрович (нар. 20 серпня 1971, Теребовля) — український дипломат. Надзвичайний і Повноважний Посол України в Сербії.

## Біографія
Народився 20 серпня 1971 року в місті Теребовля на Тернопільщині. У 1994 році закінчив Київський державний університет ім. Т. Шевченка за спеціальністю романо-германська філологія; Elliott School, Університет Джорджа Вашингтона (США) (2009). Володіння іноземними мовами: англійська, нідерландська та російська.
З 01.1995 — 03.1996 — Аташе відділу країн Західної Європи Управління Європи та Америки МЗС України.
З 03.1996 — 04.1997 — Аташе Посольства України в Королівстві Бельгія.
З 04.1997 — 06.1998 — Третій секретар Посольства України в Королівстві Бельгія.
З 06.1998 — 12.2000 — Перший секретар Секретаріату Міністра закордонних справ України.
З 12.2000 — 04.2001 — Перший секретар відділу політичного планування Управління політичного аналізу та інформації Департаменту з питань політики та безпеки МЗС України.
З 04.2001 — 07.2002 — Перший секретар Постійного представництва України при Раді Європи.
З 07.2002 — 02.2004 — Радник Постійного представництва України при Раді Європи.
З 02.2004 — 03.2005 — Головний радник Управління політичного аналізу та планування МЗС України.
З 03.2005 — 07.2005 — Заступник директора Кабінету Міністра закордонних справ України.
З 07.2005 — 01.2006 — Директор Департаменту Секретаріату Міністра закордонних справ України.
З 01.2006 — 06.2010 — Радник, радник-посланник Посольства України в США.
З 07.2010 — 10.2011 — Директор Департаменту політики та безпеки МЗС України.
З 11.2011 — 06.2012 — Директор Департаменту євроатлантичного співробітництва, контролю над озброєннями та військово-технічного співробітництва Міністерства закордонних справ України.
З 06.2012 — 04.2014 — Директор Департаменту міжнародної безпеки та роззброєння МЗС України. Заступник глави делегації України на Конференцію Організації Об'єднаних Націй щодо договору про торгівлю озброєннями. Заступник глави делегації України для участі в переговорах у рамках Форуму ОБСЄ із співробітництва в галузі безпеки, Спільної консультативної групи та Консультативної комісії з відкритого неба.
Член делегації України для участі в роботі 68-ї сесії Генеральної Асамблеї ООН.
З 04.2014 — 06.2014 — Директор Департаменту Європи МЗС України.
З 07.2014 — 06.2015 — Директор Першого європейського департаменту Міністерства закордонних справ України.
З 2 червня 2015 р. по 13 грудня 2021 р. — Надзвичайний і Повноважний Посол України в Республіці Сербія.

## Дипломатичний ранг
- Надзвичайний і Повноважний Посланник першого класу (2021)[7]